# M/T Novalja
M/T Novalja bio je trajekt za lokalne linije, u sastavu flote hrvatskog brodara Jadrolinije. Brod je izgrađen 1959. godine u Kalmaru za Angbats Ab Kalmarsund pod imenom Kalmarsund V. Plovio je na pruzi Kalmar - Farjestaden. Jadrolinija ga kupuje 1973. godine i daje mu ime Novalja. Brod je plovio na raznim prugama Jadrolinije, ali pretežno na riječkome plovnome području. Novalja je raspremljena 2004. godine i stavljena na prodaju. Brod kupuje Brodogradilište Cres koje ga je planiralo rekonstruirati u teglenicu. Taj plan nije proveden u djelo pa je brod prodan i izrezan 2011. godine u turskome rezalištu Aliaga. Pokretao ga je jedan stroj MaK, snage 552 kW i mogao je ploviti brzinom od 11,3 čvora.
Imao je kapacitet prijevoza 600 osoba i 30 automobila.